# 레반 케니아
레반 케니아(조지아어: ლევან ყენია, Levan Kenia, 1990년 10월 18일, 트빌리시 ~)는 조지아의 축구 선수로, 현재 조지아 축구 국가대표팀의 공격형 미드필더이다.

## 클럽 경력
2008년 1월, 그는 FC 로코모티피 트빌리시에서 FC 샬케 04로 이적하였다. 계약은 2012년 6월까지로 합의하였다. 케니아는 APOEL FC와의 2008년 10월 2일의 UEFA 컵 경기에서 게랄트 아사모아와 65분에 교체 투입되어 데뷔전을 치렀다. 그 전에 케니아는 14살 때에 FC 바르셀로나에서 2주간 훈련을 받은 적이 있다.
2009년 4월 11일, 케니아는 카를스루에 SC와의 경기에서 분데스리가 데뷔전을 치렀다.

## 국가대표 경력
2007년 9월 8일, 그는 우크라이나 전에서 알렉산더 이아쉬빌리와 교체투입되어 국가대표 데뷔전에 출장하였다. 조지아(그루지야)의 전 감독 클라우스 토프묄러는 그의 나이에 기술적으로 그만큼 성숙한 사람은 보지 못하였다고 언급하였다. 케니아는 동년대의 레반 므헤들리제, 지오르지 마카리제와 더불어 UEFA 유로 2008의 예선에 출전하였고, 그 중 스코틀랜드와의 경기에서 2-0으로 승리하였다. 토프묄러는 케니아를 칭찬하였고, "케니아는 피치 위의 최고들 중 하나이다."라고 언급하였다.
2008년 5월 27일, 그는 에스토니아와의 경기에서 국가대표 첫 골을 기록하였다.

## 사생활
레반은 전 SC 프라이부르크 소속의 미드필더였던 게오르기 키크나제의 조카이다.

## 수상
FC 샬케 04
- DFB-포칼:2010-11
- 독일 슈퍼컵:2011